# Gábor Ocskay
Gábor Ocskay junior [ˈɡaːbor ˈotʃkɒ.i] (ungarisch Ocskay Gábor; * 11. September 1975 in Budapest; † 25. März 2009 ebenda) war ein ungarischer Eishockeyspieler. Während seiner Karriere spielte er zwischen 1993 und 2009 ausschließlich für Alba Volán Székesfehérvár. Er bestritt zudem 187 Partien für die ungarische Nationalmannschaft und gilt als einer der erfolgreichsten ungarischen Spieler aller Zeiten.

## Karriere
Ocskay, der in der ungarischen Hauptstadt Budapest geboren wurde, bestritt erstmals 1993 – im Alter von 18 Jahren – Spiele für Alba Volán Székesfehérvár in der höchsten ungarischen Spielklasse. Zuvor hatte er bereits einige Male die Juniorenauswahl des Landes bei internationalen Turnieren vertreten.

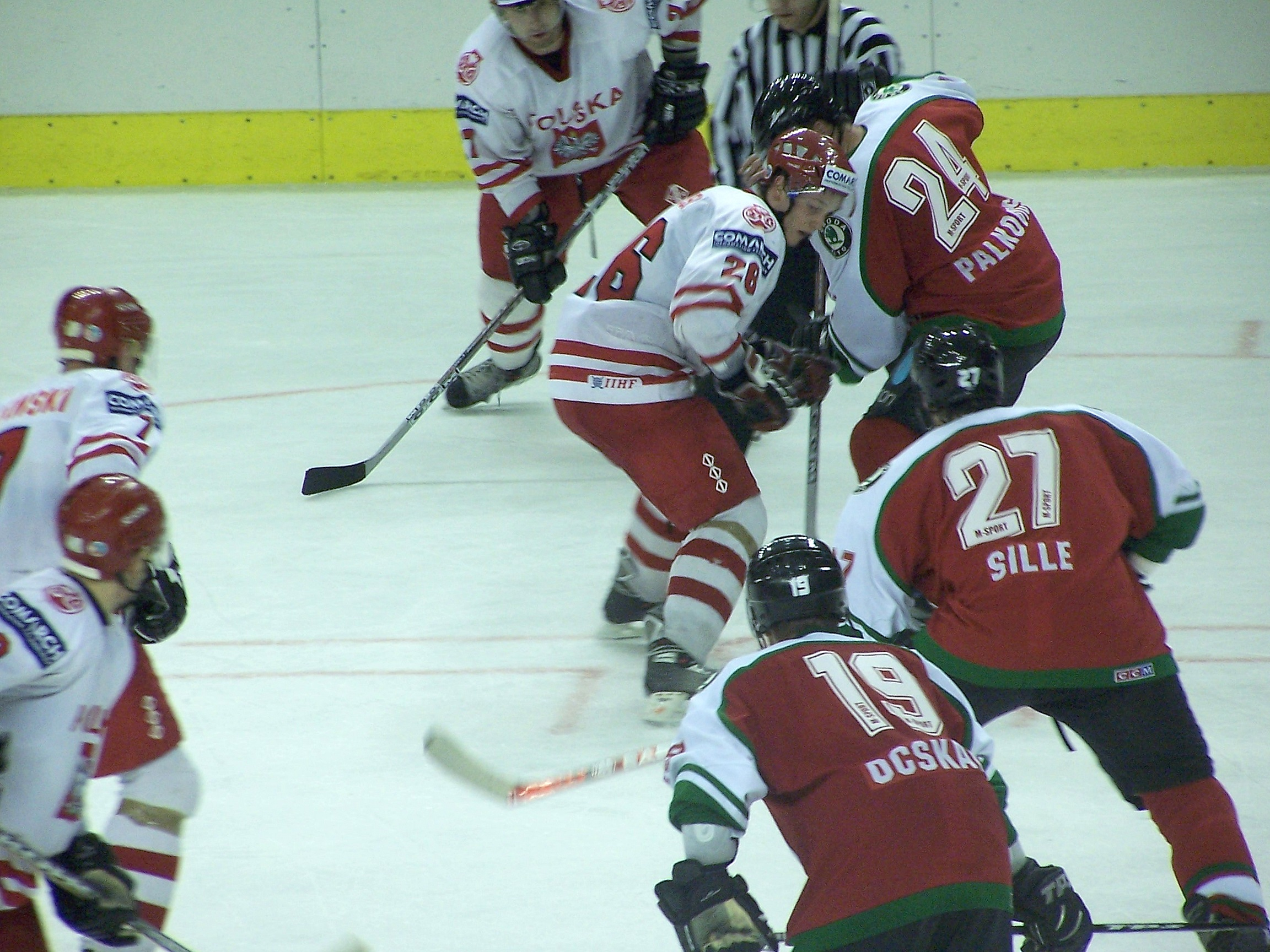
Gábor Ocskay (Vordergrund, #19) bei einem Länderspiel, 2006

In den Folgejahren gehörte der gelernte Center zu den besten Spielern des Landes und füllte auch in der Nationalmannschaft eine tragende Rolle aus. Nachdem er mit dem Nationalteam im Rahmen der Weltmeisterschaftsturniere des Jahres 1998 von der C- in die B-Gruppe aufgestiegen war, konnte er im Folgejahr mit Alba Volán den ersten Meistertitel seit dem Jahr 1981 feiern. Zwar stieg die ungarische Nationalmannschaft mit ihm nur ein Jahr später wieder in die C-Gruppe ab, doch nach nur einem weiteren Jahr erfolgte der Wiederaufstieg in die inzwischen in Division I umbenannte zweitklassige Gruppe.
Auch auf nationaler Ebene sammelte der Stürmer weiter Titel und errang so mit der Mannschaft aus Székesfehérvár zwischen 2001 und 2009 acht von neun möglichen nationalen Meistertiteln, obwohl im Jahr 2004 eine Herzmuskelerkrankung festgestellt wurde, die ihn aber nicht davon abhielt, vier Monate nach der Diagnose ein erfolgreiches Comeback zu feiern. Weiterhin spielte der Ungar auch im Nationalteam, mit dem ihm im Jahr 2008 – nach 70 Jahren in der Zweit- und Drittklassigkeit – der Aufstieg in die A-Gruppe der Weltmeisterschaft gelang. Zudem beendete er die erste Qualifikationsrunde für die Olympischen Winterspiele 2010 als punktbester Spieler seines Landes, womit er maßgeblichen Anteil am Erreichen der zweiten Qualifikationsrunde hatte.
Am 25. März 2009 starb Ocskay im Alter von 33 Jahren an einem Herzinfarkt. Noch am Wochenende zuvor hatte er beim entscheidenden Sieg zum zehnten Meistertitel Alba Voláns ein Tor vorbereitet. Nach ihm wurde das Gábor-Ocskay-Gedenkturnier benannt. Mittlerweile trägt die Eissporthalle, in der der Alba Volán Székesfehérvár spielt, den Namen Ifjabb Ocskay Gábor Jégcsarnok (deutsch Gábor-Ocskay-Junior-Eishalle).

## Erfolge und Auszeichnungen
| - 1994 Bester Stürmer Ungarns - 1994 Ungarns Eishockeyspieler des Jahres - 1995 Ungarns Eishockeyspieler des Jahres - 1999 Ungarischer Meister mit Alba Volán Székesfehérvár - 2001 Ungarischer Meister mit Alba Volán Székesfehérvár - 2003 Ungarischer Meister mit Alba Volán Székesfehérvár - 2004 Ungarischer Meister mit Alba Volán Székesfehérvár - 2005 Ungarischer Meister mit Alba Volán Székesfehérvár | - 2006 Ungarischer Meister mit Alba Volán Székesfehérvár - 2006 Bester Stürmer Ungarns - 2006 Ungarns Eishockeyspieler des Jahres - 2007 Ungarischer Meister mit Alba Volán Székesfehérvár - 2007 Bester Stürmer Ungarns - 2008 Ungarischer Meister mit Alba Volán Székesfehérvár - 2009 Ungarischer Meister mit Alba Volán Székesfehérvár |

### International
| - 1998 Aufstieg in die B-Weltmeisterschaft bei der C-Weltmeisterschaft - 2000 Aufstieg in die B-Weltmeisterschaft bei der C-Weltmeisterschaft - 2002 Topscorer der Weltmeisterschaft der Division I, Gruppe B | - 2006 Bester Vorlagengeber der Weltmeisterschaft der Division I, Gruppe A (gemeinsam mit Olivier Coqueux) - 2008 Aufstieg in die Top-Division bei der Weltmeisterschaft der Division I |